# Algodão-bravo
Algodão-bravo (Ipomoea carnea) é um arbusto aquático perene, que possui caule com interior esponjoso, meio trepador, de 1 a 4 m de altura. A semente pilosa (origem do nome algodão) é espalhada pela água.

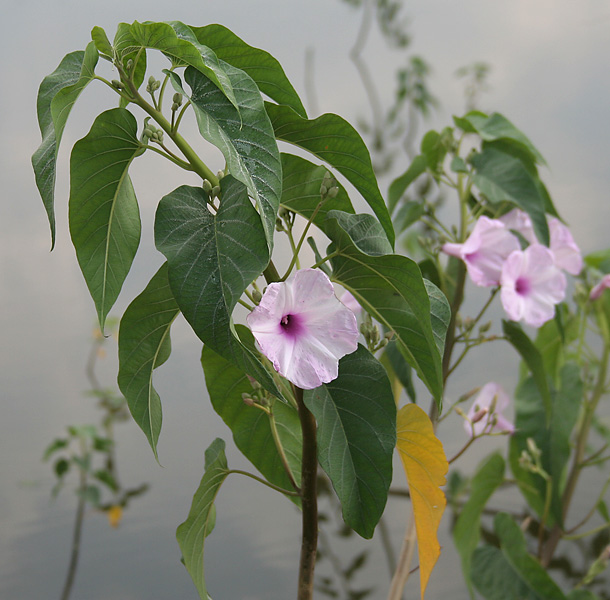

## Sinonímia

### Sinonímia científica
- Ipomoea carnea ssp. fistulosa Jacq.
- Ipomoea fistulosa Mart. ex Choisy

### Sinonímia popular
- algodão-do-pantanal
- canudo-de-pita

## Ciclo
Perene, flor e semente praticamente durante o ano todo. A principal forma de propagação é vegetativa, os ramos que encostam no chão enraízam, estratégia de avanço que é chamada de "tática de guerrilha". Rebrota após cortes e fogo, exceto se for afogado depois.

## Habitat e Distribuição
Cresce somente em solo de barro (argiloso), muito alagável. É muito comum em lagoas rasas nas planícies de inundação dos rios Negro, Abobral e Paraguai. Aumenta em campos com excesso de gado ou perto de porteiras, cochos e aguadas.
Do sudeste dos Estados Unidos à Argentina. Abundante nas sub-regiões de Poconé, Paraguai e Nabileque. Invasora na Índia e na África.

## Intoxicação
Apesar de esta planta ser muito abundante no Pantanal, é necessário que o bovino consuma grandes quantidades de folhas verdes para desenvolver o quadro de intoxicação. Isso acontece em época de seca pronunciada. Porém, há suspeita de que os animais se viciam em comê-la. Está sendo muito cultivada como ornamental, situação em que também poderá causar eventual problema a bovinos.
Inicialmente os sinais apresentados são de emagrecimento progressivo, lassidão e pêlos ásperos. Com a evolução da intoxicação o animal apresenta sinais de origem nervosa, ou estado de embriaguez. O seu andar se torna desequilibrado (andar de bêbado), com as pernas traseiras abertas e instabilidade no trem posterior, caindo com facilidade. A evolução da intoxicação é crônica e não há recuperação.
A quantidade necessária para levar um bovino de 100 kg à morte é de 9 kg de folhas verdes por dia, durante semanas, o que é difícil de ocorrer no campo, havendo pasto.